# S.I.S.A.
S.I.S.A.(La Società Italiana Servizi Aerei)は、イタリアにかつて存在した航空会社。同国で最初に設立された航空会社である。

## 歴史
1922年、Lussinpiccolo（現在はクロアチア領）において、アルベルト・コスリッチ（Alberto Cosulich）とカリスト・コスリッチ（Callisto Cosulich）の兄弟によって設立された。コスリッチ兄弟は、モンファルコーネで海運会社「コスリッチ兄弟社（Fratelli Cosulich）」と、飛行学校"Cantiere Navale Triestino" の経営をしていた。
1924年には、ヴェネツィアとトリエステの間で試験的に定期航空便の運行が始められた。
1926年4月1日、トリノとヴェネツィアを出発する2機ずつの飛行艇を用いて、定期航空便の運行を開始した。最初の飛行では技術トラブルに見舞われ、予定の時間内に到着できたのは4機のうち1機だけであった。初期の運行はカント 10terを用いて行われ、乗客5人を乗せることができた。運賃は固定で350リラであった。運賃は高かったが、航空会社は成功し、同じ年の10月15日に、トリエステ、プーラ、ザダル、アンコーナ間の航路が開かれた。航路の拡大とともに、機種はカント 10からカント 22に変更された。
1930年代はじめにイタリアの航空会社の合併合同が行われると、S.I.S.A.は 1931年にSocietà Anonima Transadriaticaと合併していたSocietà Aerea Mediterraneaと合併された。1940年までに国営化され、Servizi Aerei Speciali (SAS)となった。
1946年にイタリアの民間航空が再開され、アリタリア航空が発足するが、S.I.S.A.も活動を再開した。1949年にS.I.S.A.は、Società Anonima Transと合同し、ALI Flotte Riuniteとなった。